# Битва при Стелаи
Битва при Стелаи — произошедшее в 880 году морское сражение между флотами Византии и Аглабидского эмирата Ифрикии, окончившееся крупной победой византийцев. Место сражения не определено, также известно как Первая битва при Милаццо и Битва при Пунта Стило.

## Предыстория
В 879 или 880 году император Василий I Македонянин назначил Насара командующим императорским флотом. Первой задачей было противостоять набегу флота из 60 кораблей, посланного аглабидским эмиратом Ифрикия против западного побережья Греции. После победы над этим флотом в 880 г. Насар отплыл в Италию, чтобы поддержать посланную для восстановления власти над южной Италии армии под командованием Прокопия и Льва Апостиппа.

## Сражение
Во время этих операций, по словам историка XIV века Ибн Идари, Насар столкнулся с губернатором Сицилии аль-Хусейном ибн Рабахом. Ибн Идари сообщает, что флот Насара насчитывал 140 кораблей, после ожесточенной битвы мусульмане потерпели поражение, а многие из их кораблей были захвачены. Ибн аль-Асир также упоминает об этой битве, которая также обычно отождествляется с битвой, описанной в Кембриджской хронике, и попыткой нападения Аглабидов на регион, о которой сообщается в агиографии Vita Eliae iunioris.
Согласно Vita, флот Аглабидов с 45 кораблями угрожал вторжением в Калабрию, а местное население готовилось к эвакуации в горы Аспромонте. Однако святой Илия Эннский уверенно предсказал победу императорского флота. Насар действительно победил Аглабидов, многие из которых бросили свои корабли на побережье Сицилии и бежали в Палермо; все суда были захвачены византийцами.

## Место битвы
Локализация боя неясна. Кембриджская хроника указывает место битвы как Милас, что привело к отождествлению с Милаццо на северо-востоке Сицилии. Продолжатель Феофана помещает битву на «остров под названием Стелай», что, в свою очередь, привело к гипотезе о том, что битва произошла на мысе, ныне известном как Пунта Стило, на юго-восточном побережье Калабрии. Византинистка Вера фон Фалькенхаузен отмечала, что конец ведущей из Рима в Регию римская дорога был отмечен колонной (стилос или стела по-гречески), расположенной на скале с видом на побережье, и что это место было известно как Stylis на греческом языке. По словам Эвальда Кислингера, последнее место, на западной оконечности «носка» итальянского полуострова, лучше соответствует как локализации в повествовании Продолжателя Феофана, так и отчету в Кембриджской хронике, и что «Милас» вероятно возник из-за путаницы с другим сражением, которое произошло около Милаццо восемь лет спустя.

## Последствия
Победа Насара при Стелах позволила византийцам послать ещё одну эскадру в Неаполь, где она одержала победу над арабами. В то же время Насар мог свободно совершать набеги на северное побережье Сицилии, перехватывая множество корсаров и торговцев, действовавших в Тирренском море. Было взято много трофеев, особенно оливкового масла, — на самом деле так много, что, после доставки в Константинополь рыночные цены резко упали. Эти операции также имели побочный эффект в виде ухудшения продовольственной ситуации в Ифрикии, где в том году был неурожай. Насар также помог сухопутной армии под командованием Прокопия и Льва Апостиппа отбить у лангобардов часть Калабрии за рекой Крати, прежде чем отплыть домой. Несмотря на смерть Прокопия в битве вскоре после этого, Апостипп смог вернуть Тарент, тем самым восстановив сухопутную связь между византийскими провинциями в Калабрии и вокруг Бари.
За этими победами последовала отправка ок. 885 года экспедиционного корпуса под командованием Никифора Фоки Старшего, которому удалось восстановить несколько городов и укрепить византийский контроль в южной Италии (будущий Катепанат Италии), в некоторой степени компенсировав потерю Сицилии после падения Сиракуз в 878 году. Однако византийское поражение в Милаццо в 888 г. означало фактическое прекращение крупной византийской военно-морской деятельности в морях вокруг Италии в следующем столетии.